# Machaerota formosana
Machaerota formosana är en insektsart som beskrevs av Kato 1928. Machaerota formosana ingår i släktet Machaerota och familjen Machaerotidae. Inga underarter finns listade i Catalogue of Life.